# Love My Way
Love My Way is een Australische dramaserie die op de Australische televisie wordt uitgezonden van 2004 tot heden.

## Cast
| Acteur          | Personage        |
| --------------- | ---------------- |
| Claudia Karvan  | Frankie Page     |
| Asher Keddie    | Julia Jackson    |
| Brendan Cowell  | Tom Jackson      |
| Daniel Wyllie   | Charlie Jackson  |
| Gillian Jones   | Di Paige         |
| Lynette Curran  | Brenda Jackson   |
| Max Cullen      | Gerry Jackson    |
| Damon Herriman  | George Wagstaffe |
| Alex Cook       | Lou Jackson      |
| Mariel McClorey | Katie            |
| Sam Worthington | Howard Light     |
| Steven Vidler   | Steven           |